# 源頼綱
源 頼綱（みなもと の よりつな）は、平安時代後期の武将・歌人。多田頼綱（ただ の よりつな）とも呼ばれる。美濃守・源頼国の五男。官位は従四位下・三河守。

## 生涯
頼国の五男であったが摂津源氏の嫡流を継承する。頼綱も父祖に同じく摂関家と緊密な関係を築き、関白藤原師実に家司として仕える一方、蔵人、左衛門尉、検非違使などを経て、下野守、三河守を歴任し従四位下に昇った。武門としての事跡に乏しいが、承暦3年（1079年）の延暦寺の強訴の際には在京の軍事貴族として源頼俊（大和源氏）や仲宗（河内源氏）、平正衡（伊勢平氏）などと共に都の防衛にあたっている（『為房卿記』）。寛治2年（1088年）10月の春日祭では当時左中将であった藤原忠実の前駆を務めた（『中右記』）。
親族に多くの歌人がいる環境にあり、頼綱もまた和歌に秀でた。永承年間（1046年 - 1052年）の「六條斎院歌合」から嘉保（1094年）元年の「高陽院七番歌合」まで6度の歌合に出席しており、大江匡房や能因、源俊頼などの著名歌人らと交流があったことが知られ、その詠歌は『後拾遺集』以下の勅撰和歌集に計8首入集している。また、頼綱の時代に本拠地・多田庄を摂関家に寄進したとされており、曽祖父・満仲（多田満仲）以来の由緒ある名乗りである「多田」を家号とし、「多田歌人」と呼ばれた。
宮廷との結びつきを深め、女子のうち一女（頼子）を白河天皇の後宮に入れ官子内親王を儲けた一方、また別の一女を関白藤原師通の側室としたほか、さらに別の女子を大納言・源能俊室や武蔵守・藤原行実室、土佐守・藤原盛実室（盛子）などともしている。こうした関係もあり、永長元年（1096年）に頼綱が出家した際には、その邸に師通自らが足を運んだという（『後二条師通記』）。出家後は参河入道と号し、翌承徳元年（1097年）に卒去した。

## 子孫
子孫は摂津国と美濃国に分かれ、本拠地の多田荘は長男・明国（多田明国）が継承する。また次男・仲政（馬場仲政）は源三位頼政の父として知られ、三男・国直（山県国直）は山県氏や能勢氏などの祖となった。

## 系譜
- 父：源頼国[5]
- 母：藤原中清の娘
- 妻：中納言局 - 小一条院女房
  - 男子：源仲政（馬場仲政）（?-?）
- 生母不明
  - 男子：源明国（多田明国）（?-?）
  - 男子：源国直（山縣国直）（?-?）
  - 女子：源頼子（?-?） - 白河天皇後宮
  - 女子：藤原師通室
  - 女子：大納言源能俊室
  - 女子：藤原行実室
  - 女子：源盛子（?-?） - 藤原盛実室
- 養子
  - 男子：行延 - 園城寺僧、源実国の子？
  - 男子：源国房 - 子孫は土岐氏